# Мълниеотвод
Мълниеотводът (също гръмоотвод, мълниеприемник) представлява заземен метален прът от проводящ материал, монтиран на покрива на сграда или върху друго съоръжение, чиято цел е да предпазва от удар на мълния. Мълниеотводите са основен елемент от системите за мълниезащита.
Въпреки че по-голямата част от тях остават ограничени в рамките на облачните маси, от които се образуват, мълниите могат да бъдат изключително опасни, когато ударят земната повърхност или обекти върху нея. Поради огромното количество електрически заряд, което пренасят, мълниите могат да нагреят въздуха в непосредствена близост до разряда до температури от порядъка на 20 000 °C (около три пъти по-високи от температурата на слънчевата повърхност). Тъй като процесът е изключително бърз, разширяването на така нагретия въздух произвежда ударна вълна (която именно чуваме като гръмотевица). Тези два ефекта, поотделно или в комбинация, могат именно да предизвикат значителни щети или наранявания. Пораженията могат също да бъдат утежнени или дори да бъдат основно предизвикани по косвен път, например при експлозия на газови бутилки, боеприпаси, възникване на пожари като резултат от падането на мълния.

## Конвенционални мълниеотводи
Конвенционалните мълниеотводи служат за изграждане на мълниезащитни инсталации с мълниеприемни мачти.
За проектиране на външна мълниезащита е необходимо да се използват методите, установени от Международната електротехническа комисия (IEC). По-известни от тях са:
- метод на въртящата се сфера;
- метод на ъгъла и метод на мрежата.

Тези методи могат да се прилагат при проектиране на мълниезащитни инсталации чрез конвенционални мълниеотводи – тип „франклинов прът“ и чрез хоризонтални мълниезащитни мрежи (тип „фарадеев кафез“), свързани с почвата и елементите на сградата.
Тъй като мълнията представлява разряд между електрически зареден облак и земната повърхност, целта на мълниеотвода е да предостави по-пряк път (т.е. с по-малко електрическо съпротивление) за протичане на електричеството, отколкото би представлявала съответната постройка или съоръжение. Именно по тази причина мълниеотводът и свързващия го със земята проводник трябва да бъдат изработени от материали с много добра електропроводимост, а вкопаването на проводника в земята се извършва по определени правила. Освен това мълниеотводите трябва да бъдат разположени възможно по-високо от защитаваните обекти. По отношение на формата на техния връх, проведените експерименти показват, че оптимална е умерено заострената форма, т.е. върхът не трябва да бъде много остър, но и не трябва да бъде тъп. Добре проектираният и правилно монтиран мълниеотвод на практика „привлича“ мълниите към себе си, провеждайки електрическия им заряд по безопасен път встрани от обектите, които защитава.